# Кірквуд (Іллінойс)
Кірквуд (англ. Kirkwood) — селище (англ. village) в США, в окрузі Воррен штату Іллінойс. Населення — 678 осіб (2020).

## Географія
Кірквуд розташований за координатами 40°52′4″ пн. ш. 90°44′55″ зх. д. / 40.86778° пн. ш. 90.74861° зх. д. (40.867691, -90.748554).  За даними Бюро перепису населення США в 2010 році селище мало площу 2,37 км², уся площа — суходіл.

## Демографія
Згідно з переписом 2010 року, у селищі мешкало 714 осіб у 286 домогосподарствах у складі 213 родин. Густота населення становила 301 особа/км².  Було 309 помешкань (130/км²).
Расовий склад населення:
| - 97,3 % — білих - 0,6 % — азіатів - 0,3 % — чорних або афроамериканців |

До двох чи більше рас належало 1,5 %. Частка іспаномовних становила 1,8 % від усіх жителів.
За віковим діапазоном населення розподілялося таким чином: 23,7 % — особи молодші 18 років, 61,6 % — особи у віці 18—64 років, 14,7 % — особи у віці 65 років та старші. Медіана віку мешканця становила 40,8 року. На 100 осіб жіночої статі у селищі припадало 92,5 чоловіків;  на 100 жінок у віці від 18 років та старших — 94,0 чоловіків також старших 18 років.
Середній дохід на одне домашнє господарство  становив 63 402 долари США (медіана — 57 857), а середній дохід на одну сім'ю — 70 318 доларів (медіана — 70 938). Медіана доходів становила 42 250 доларів для чоловіків та 26 750 доларів для жінок. За межею бідності перебувало 14,2 % осіб, у тому числі 21,4 % дітей у віці до 18 років та 8,3 % осіб у віці 65 років та старших.
Цивільне працевлаштоване населення становило 338 осіб. Основні галузі зайнятості: освіта, охорона здоров'я та соціальна допомога — 20,1 %, роздрібна торгівля — 16,3 %, виробництво — 13,3 %.